# 豺狼座η
积卒二，又名CD-3810797，HD 143118、SAO 207208、HR 5948，是豺狼座的一颗恒星，视星等为3.41，位于銀經338.77，銀緯11.01，其B1900.0坐标为赤經15h 53m 29.5s，赤緯-38° 11.01′ 39″。